# Karel Zeman
Karel Zeman (Ostroměř, vora de Nová Paka, Imperi Austrohongarès, 3 de novembre de 1910- Praga, Txecoslovàquia, 5 d'abril de 1989) va ser un cineasta txec, director de pel·lícules d'animació, considerat, juntament amb Jirí Trnka, un dels fundadors del cinema txec d'animació.

## Biografia
Va estudiar en França, i va treballar en Marsella en un estudi de publicitat. La seva primera experiència amb el cinema d'animació va ser un anunci de sopa. En tornar a Txecoslovàquia, va continuar treballant en el món de la publicitat, per a les companyies Bata i Tatra. El cineasta Elmar Klos, interessat per la seva obra, li va oferir un treball en els seus estudis d'animació de la ciutat de Zlín, que Zeman va acceptar en 1943. En Zlín va conèixer a Hermína Týrlová, que en aquells dies acabava de produir el curtmetratge Ferda Mravenec (Fernando la formiga), un clàssic del cinema d'animació infantil basat en un conte d'Ondřej Sekora). En col·laboració amb Týrlova, Zeman va realitzar la pel·lícula Vánoční sen (El somni de Nadal, 1943), que en 1946 obtindria el premi a la millor pel·lícula d'animació al Festival de Canes, la qual cosa li va proporcionar un gran prestigi.
La seva popularitat entre el públic infantil va augmentar quan va realitzar una sèrie de curtmetratges humorístics que tenien com a protagonista a un personatge anomenat Sr. Propouk, entorn de temes de la vida quotidiana: Propouk apareixia com a oficinista, inventor, bomber, etc. En 1948 va dirigir Inspirace (Inspiració), destacable pel seu lirisme, en el qual va animar figurillas de vidre; i en 1950 el seu primer llargmetratge, el satíric Král Lávra (Rei Lávra, basat en un poema de Karel Havlíček Borovský). A aquest seguiria, en 1952, Poklad ptaciho ostrova (El tresor de l'illa dels ocells). En 1955 va combinar actors reals, animació i efectes especials a Cesta do pravěku (Viatge a la prehistòria, 1955), que compta el viatge en el temps d'un grup d'estudiants, permetent a Zeman animar diversos ninots de dinosaures. La pel·lícula va tenir un gran èxit.
Quatre anys més tard, en 1958, va estrenar una de les seves obres més destacades, Vynález zkázy (La invenció diabòlica, 1958), basada en una novel·la de Jules Verne. Més tard tornaria a adaptar a Verne en les seves pel·lícules Na kometě (Al cometa, 1970) i Ukradena vzducholod (La nau robada). En 1961 va estrenar un altre film de gènere fantàstic, Baron Prášil, basat en la novel·la de Göttfried Bürger Les aventures del baró de Munchhausen, per la qual va utilitzar decorats pintats a l'estil de les il·lustracions de Gustave Doré davant els quals deambulaven actors reals.
Durant els anys 70, va rodar altres pel·lícules de tema fantàstic per a les quals va recuperar l'animació tradicional, com Pohádky tisíce a jedné noci (Contes de les mil i una nits), que consta de set relats breus sobre Simbad el Marí; Krabat, čarodějův učeň (Krabat, l'aprenent de bruixot, 1978); i el conte de fades dels Germans Grimm O Honzíkovi a Mařence (Hansel i Gretel, 1980).
Encara que les seves pel·lícules estan dirigides principalment al públic infantil, posseeix un sofisticat enginy, i un estil visual que fascina igualment als adults. Per la seva prodigiosa inventiva, s'ha relacionat la seva obra amb la d'altres grans innovadors del cinema, com Georges Méliès.

## Filmografia

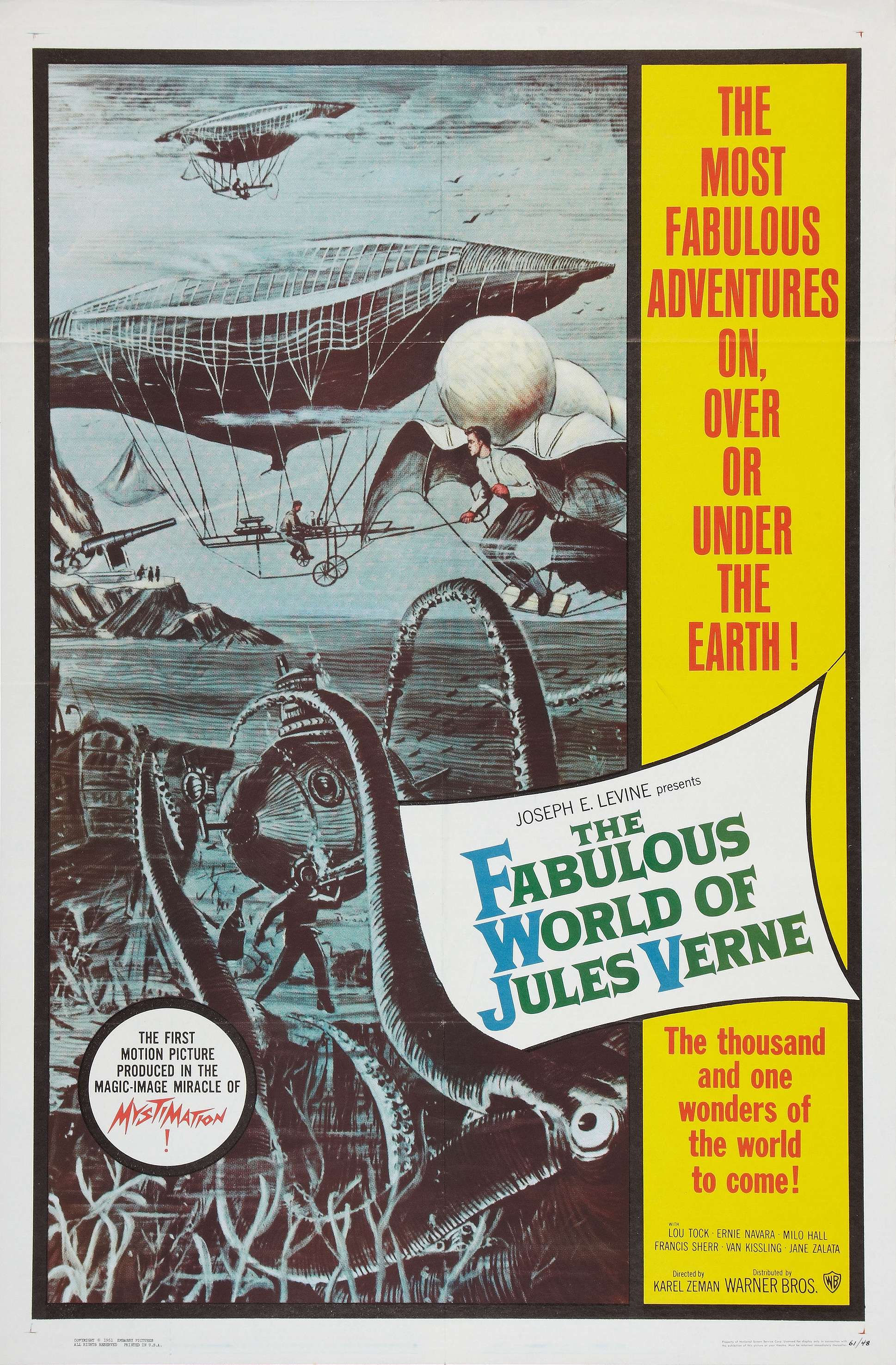
Vynález zkázy (1958).

### Feature films
| Any  | títol                         |
| ---- | ----------------------------- |
| 1952 | Poklad ptačího ostrova        |
| 1955 | Cesta do pravěku              |
| 1958 | Vynalez zkazy                 |
| 1962 | Baron Prášil                  |
| 1964 | Bláznova kronika              |
| 1967 | Ukradená vzducholoď           |
| 1970 | Na kometě                     |
| 1974 | Pohádky tisíce a jedné noci   |
| 1977 | Čarodějův učeň                |
| 1980 | Pohádka o Honzíkovi a Mařence |